# Tiszaszentimre
Tiszaszentimre est un village et une commune du comitat de Jász-Nagykun-Szolnok en Hongrie.
La population était de 2 095 habitants en 2015.

## Histoire
L'écrivain austro-hongrois Arthur Holitscher a passé son enfance à Tiszaszentimre (St. Emerich an der Theiß) et consacré un long chapitre de son autobiographie à la description de la vie villageoise à la fin du XIXe siècle. Cf. Lebensgeschichte eines Rebellen. Meine Erinnerungen. Berlin 1924, p. 9-26.